# Elsevier

Elsevier este o companie fondată în 1880 care publică literatură medicală și științifică. Este o parte a grupului Reed Elsevier. Are sediul în Amsterdam. Compania are operațiuni în Marea Britanie, SUA și în alte zone.
Elsevier face parte din RELX Group, cunoscut până în 2015 sub numele de Reed Elsevier, o companie cotată la bursă. Potrivit rapoartelor RELX, în 2021, Elsevier a publicat peste 600.000 de articole anual în peste 2.700 de reviste; în 2018, arhivele sale conțineau peste 17 milioane de documente și 40.000 de cărți electronice, cu peste un miliard de descărcări anuale.